# Wormke
Die Wormke im sachsen-anhaltischen Landkreis Harz ist ein ungefähr 6,7 km langer, nordwestlicher und orographisch linker Zufluss der Kalten Bode im Harz.

## Verlauf
Die Wormke entspringt im Nationalpark Harz und Naturpark Harz. Ihre Quelle liegt nördlich von Schierke und westlich vom Hohnekamm mit den Hohneklippen oberhalb vom Jakobsbruch auf etwa 848 m ü. NHN. Zunächst fließt sie zwischen Hohnekamm und Erdbeerkopf hindurch in Richtung Osten. Nachdem der Bach sich nach Südosten gewendet hat, trifft er auf den Glashüttenweg mit dem Harzer Hexenstieg, wo durch ein Wehr fast die gesamte Wassermenge in den Wormsgraben abgeleitet wird. Anschließend führen über die Wormke die Gleise der Brockenbahn, die Landesstraße 100 (Hagenstraße) durch einen Damm und die Gleise der Harzquerbahn. Nach Verlassen des Nationalparks fließt der Bach weiterhin im Naturpark. In der Nähe von Mandelholz mündet die Wormke etwas oberhalb der Mandelholztalsperre (Hochwasserschutzbecken Kalte Bode) auf 463 m Höhe in die Kalte Bode.
Im Unterlauf befand sich bis zum Dammbruch am 22. Juli 1855 der Mandelhölzer Teich (Wormketalsperre).